# Filip Jørgensen
Filip Jørgensen (ur. 16 kwietnia 2002 w Lomma) – duński piłkarz szwedzkiego pochodzenia, grający na pozycji bramkarza w Chelsea.